# (1910) Mikhaïlov
(1910) Mikhaïlov (officiellement (1910) Mikhailov ; désignation provisoire 1972 TZ1) est un astéroïde de la ceinture principale découvert le 8 octobre 1972 par Lioudmila Jouravliova à l'observatoire d'astrophysique de Crimée en Ukraine. 
Il a été nommé en hommage à Aleksandr Aleksandrovitch Mikhaïlov, astronome russe, de l'Académie des Sciences Soviétique.